# First Kiss
«First Kiss» —en español: «Primer Beso»— es una canción del dúo noruego Marcus & Martinus. Fue lanzada el 16 de junio de 2017 a través de Sony Music Entertainment Norway. La mejor posición en listas que obtuvo fue 52 en Swedish Singles Chart.

## Interpretaciones en vivo
Marcus & Martinus presentaron la canción en vivo por primera vez en Sommarkrysset el 17 de junio de 2017.

## Video musical
Un video para acompañar el lanzamiento de "First Kiss" fue lanzado por primera vez en You Tube/VEVO el 1 de julio de 2017 con una duración total de tres minutos y siete segundos.

## Lista de canciones
| N.º | Título       | Duración |  |
| 1.  | «First Kiss» | 3:08     |  |

## Posicionamiento
| Lista (2017)               | Mejor posición |
| -------------------------- | -------------- |
| Suecia (Sverigetopplistan) | 52             |

## Historial de lanzamientos
| País    | Fecha               | Formato          | Discográfica                    |
| ------- | ------------------- | ---------------- | ------------------------------- |
| Noruega | 16 de junio de 2017 | Descarga digital | Sony Music Entertainment Norway |